# Østerlarsker (parochie)
Østerlarsker is een parochie van de Deense Volkskerk in de Deense gemeente Bornholm. De parochie maakt deel uit van het bisdom Kopenhagen en telt 811 kerkleden op een bevolking van 945 (2011). De parochie was tot 1970 deel van Øster Herred.
De kerk van Østerlars staat in Østerlars en is de grootste van de vier rondkerken op Bornholm.